# Phạm Dương Mại I
Phạm Dương Mại I (tiếng Hán: 范阳迈—世, ?-430) tên thật là Văn Dịch, là vua của Chăm Pa từ năm 420 đến năm 430.

## Trị vì
Sau nhiều năm gặp khó khăn về vấn đề nội bộ, Mại lật đổ vương triều trước đó để lên ngai vàng vào năm 421. Năm 425, người Trung Quốc từ miền bắc đã tiến đánh và đánh bại quân Chăm Pa và buộc người Chăm phải nộp cống nạp hàng năm.